# Adolf Trotz
Adolf Trotz   (Janów Miejski-Ćmok, 6 de setembre de 1895 - Roma, 14 de març de 1939) va ser un director de cinema i guionista.

## Biografia
Tot i estudiar farmàcia i filosofia, després d'acabar els estudis, es va dedicar al cinema. A més de pel·lícules amb antecedents documentals com Überfall i Die Stadt der Millionen, ha dirigit repetidament llargmetratges que mostren una preferència pels temes legals i d'educació sexual. Al començament de l'era del cinema sonor, va dirigir les fastuoses pel·lícules històriques Elisabeth of Austria i Rasputin.
Quan els nacionalsocialistes van arribar al poder el 1933, va acabar la seva feina cinematogràfica al Reich alemany. La seva pel·lícula Ways to a Good Marriage va ser prohibida el 1936 perquè presentava el matrimoni com a felicitat individual, però no deia "res sobre l'instint racial i la consciència racial, res sobre l'elecció del cònjuge conscient de l'espècie i la felicitat de tenir fills, que és un requisit indispensable. per a tot bon matrimoni". Va marxar a Espanya, on va fer algunes pel·lícules més fins a l'esclat de la Guerra Civil espanyola el 1936. Establert a Roma des del novembre del mateix any, el seu rastre es va perdre allà l'estiu de 1937.

## Filmografia
| - 1919: Der Mensch vor 100.000 Jahren - 1920: Peters Erbschaft (també guionista) - 1922: Wer bist du? - 1923: Glanz gegen Glück (també guionista) - 1925: Die Stadt der Millionen (documental) - 1926: Auf den Spuren der Azteken (documental) - 1927: Der Fluch der Vererbung - 1927: Überfall - 1928: Der Staatsanwalt klagt an - 1928: Sechzehn Töchter und kein Papa - 1929: Jugendtragödie - 1929: Die Frau im Talar - 1929: Das Recht der Ungeborenen | - 1929: Somnambul - 1930: Es kommt alle Tage vor... - 1930: Karriere - 1931: Elisabeth von Österreich - 1931: Der Bergführer von Zakopane - 1931: Schützenfest in Schilda - 1932: Rasputin - 1933: Pasa el amor - 1933: Wege zur guten Ehe (també guionista) - 1933: L' amour qu'il faut aux femmes (també guionista) - 1934: Alalá (Los nietos de los celtas) - 1935: Nuevas rutas - 1936: Sinfonía vasca |